# Joël Schmied
Joël Pascal Schmied (Berna, 23 settembre 1998) è un calciatore svizzero, difensore del Colonia.

## Caratteristiche tecniche
È un difensore centrale.

## Carriera

### Club
Cresciuto nel settore giovanile dello Young Boys, nel 2016 viene promosso nella seconda squadra, dove nell'arco di due stagioni colleziona 39 presenze segnando una rete; nel luglio 2018 passa in prestito al Breitenrain in terza divisione, trovando una buona continuità di impiego. Nell'ottobre il trasferimento viene interrotto ed il giocatore passa al Rapperswil-Jona fino al termine della stagione.
Nell'estate seguente viene ceduto in prestito al Wil, squadra dove si ritaglia un posto da titolare al centro della difesa giocando 36 presenze e segnando 3 reti. Nell'agosto seguente si trasferisce a titolo definitivo al Vaduz.

### Nazionale
Ha giocato nelle nazionali giovanili svizzere Under-16, Under-19 ed Under-20.

## Statistiche

### Presenze e reti nei club
Statistiche aggiornate al 23 febbraio 2025.
| Stagione             | Squadra              | Campionato           | Campionato | Campionato | Coppe nazionali | Coppe nazionali | Coppe nazionali | Coppe continentali | Coppe continentali | Coppe continentali | Altre coppe | Altre coppe | Altre coppe | Totale | Totale | Totale |
| Stagione             | Squadra              | Comp                 | Pres       | Reti       | Comp            | Pres            | Reti            | Comp               | Pres               | Reti               | Comp        | Pres        | Reti        | Pres   | Reti   |        |
| -------------------- | -------------------- | -------------------- | ---------- | ---------- | --------------- | --------------- | --------------- | ------------------ | ------------------ | ------------------ | ----------- | ----------- | ----------- | ------ | ------ | ------ |
| 2016-2017            | Young Boys II        | 1L                   | 12         | 0          | -               | -               | -               | -                  | -                  | -                  | -           | -           | -           | 12     | 0      |        |
| 2017-2018            | Young Boys II        | 1L                   | 25+2       | 1          | -               | -               | -               | -                  | -                  | -                  | -           | -           | -           | 27     | 1      |        |
| Totale Young Boys II | Totale Young Boys II | Totale Young Boys II | 37+2       | 1          |                 | -               | -               |                    | -                  | -                  |             | -           | -           | 39     | 1      |        |
| ago.-nov. 2018       | Breitenrain          | PL                   | 13         | 0          | CS              | 2               | 0               | -                  | -                  | -                  | -           | -           | -           | 15     | 0      |        |
| nov. 2018-giu. 2019  | Rapperswil-Jona      | ChL                  | 18         | 1          | CS              | 0               | 0               | -                  | -                  | -                  | -           | -           | -           | 18     | 1      |        |
| 2019-2020            | Wil                  | ChL                  | 36         | 3          | CS              | 2               | 0               | -                  | -                  | -                  | -           | -           | -           | 38     | 3      |        |
| 2020-2021            | Vaduz                | SL                   | 32         | 7          | CS              | 0               | 0               | -                  | -                  | -                  | -           | -           | -           | 32     | 7      |        |
| lug.-ago. 2021       | Vaduz                | ChL                  | 3          | 1          | CS              | 0               | 0               | UECL               | 2                  | 0                  | -           | -           | -           | 5      | 1      |        |
| Totale Vaduz         | Totale Vaduz         | Totale Vaduz         | 35         | 8          |                 | 0               | 0               |                    | 2                  | 0                  |             | -           | -           | 37     | 8      |        |
| 2021-2022            | Sion II              | PL                   | 2          | 0          | -               | -               | -               | -                  | -                  | -                  | -           | -           | -           | 2      | 0      |        |
| 2021-2022            | Sion                 | SL                   | 6          | 0          | CS              | 1               | 0               | -                  | -                  | -                  | -           | -           | -           | 7      | 0      |        |
| 2022-2023            | Sion                 | SL                   | 24         | 1          | CS              | 2               | 0               | -                  | -                  | -                  | -           | -           | -           | 26     | 1      |        |
| 2023-2024            | Sion                 | ChL                  | 34         | 5          | CS              | 5               | 0               | -                  | -                  | -                  | -           | -           | -           | 39     | 5      |        |
| 2024-gen. 2025       | Sion                 | SL                   | 18         | 3          | CS              | 3               | 0               | -                  | -                  | -                  | -           | -           | -           | 21     | 3      |        |
| Totale Sion          | Totale Sion          | Totale Sion          | 82         | 9          |                 | 11              | 0               |                    | -                  | -                  |             | -           | -           | 93     | 9      |        |
| gen.-giu. 2025       | Colonia              | 2L                   | 5          | 0          | CG              | 1               | 0               | -                  | -                  | -                  | -           | -           | -           | 6      | 0      |        |
| Totale carriera      | Totale carriera      | Totale carriera      | 230        | 22         |                 | 16              | 0               |                    | 2                  | 0                  |             | -           | -           | 248    | 22     |        |

## Palmarès

### Club

#### Competizioni nazionali
- 1ª Lega: 1

Young Boys II: 2017-2018
- Challenge League: 1

Sion: 2023-2024
- Campionato tedesco di seconda divisione: 1

Colonia: 2024-2025